# 楊應聘
楊應聘（1556年—1620年），字志尹，一字行可，號楚璞，直隸鳳陽府懷遠縣人，民籍，明朝政治人物。

## 生平
萬曆七年（1579年）己卯科應天府鄉試第一百三十五名，萬曆十一年（1583年）癸未科會試第二百五十二名，登三甲第八十九名進士。工部觀政，初授乌程知县，十五年行取，十六年候补兵部主事，本年填補兵部车驾司主事，护送潞王就国。十七年调职方司，二十年升本司员外郎，本年晋武库司，调职方司郎中。二十一年丁内艰归，服阕，再补职方，二十七年九月以东征功升五品京堂，任光禄寺少卿。二十九年奉使入蜀，三十一年再丁外艰归。四十年特起太仆寺少卿，两巡东路马政。四十一年，晋右佥都御史，巡抚宁夏。四十四年秩满，加右副都御史，照旧巡抚。四十五年晋兵部左侍郎兼右佥都御史，总督三边军务。四十七年三月回部管事，尚书黄克缵以避言杜门，奉旨暂摄部印。四十八年三月以劳瘁卒于官，年六十五。

## 家族
曾祖楊賓，曾任教諭 封南京戶部郎中；祖父楊時秀，曾任按察司僉事進階中憲大夫；父楊逢辰，曾任監生。母段氏。